# Júlia Almeida
Júlia Gonçalves de Almeida (Rio de Janeiro, 5 de janeiro de 1983) é uma atriz e empresária brasileira. É filha do escritor de telenovelas Manoel Carlos.

## Vida pessoal
Nascida no Rio de Janeiro, Júlia é filha do escritor de telenovelas Manoel Carlos com Elisabety Gonçalves de Almeida. A atriz passou quatro anos em Nova Iorque, onde estudou atuação e direção.  Em 2009 foi diagnosticada com epilepsia, passando a usar suas redes sociais para promover debates sobre a doença.
É casada desde 2014 com o produtor fotográfico Sebastian Bailey, com quem voltou a morar nos Estados Unidos. Anteriormente, namorou o também ator Leonardo Miggiorin, com quem contracenou em Presença de Anita e Mulheres Apaixonadas.

## Carreira
Júlia Almeida começou sua carreira de atriz em 1991, na Rede Globo na telenovela Felicidade. Ela interpretou Duda na novela História de Amor de 1995, escrita por seu pai. Júlia em seguida participou de três outras novelas escritas por seu pai que foram Por Amor em 1997, como Natália, Laços de Família em 2000, como Estela, uma das personagens principais e irmã de Edu (Reynaldo Gianecchini), Mulheres Apaixonadas em 2003, como Vidinha. Além das novelas, Júlia participou também de uma minissérie de Manoel Carlos, interpretando Luísa em Presença de Anita.
Ela participou da minissérie Um Só Coração de 2004 e JK de 2006, ambas de Maria Adelaide Amaral. Júlia interpretou a jornalista Helô Machado em JK. Em Duas Caras de 2007, viveu a sedutora Fernanda.
Júlia interpretou a cineasta aspirante Leinha em 2009 na telenovela Caminho das Índias. Entre 2011 e 2012, interpretou Lorena na telenovela A Vida da Gente da Rede Globo. 
Em 2012, lançou a revista "The Mark Magazine" sobre comportamento, sendo este o marco inicial de seu interesse por outros universos.
Em abril de 2012, após o término da telenovela, se mudou para Londres, onde ficou algum tempo, e recentemente participou da novela Tempo de Amar.

### Florita
Julia Almeida é dona da grife Florita Beachwear.

## Filmografia

### Televisão
| Ano  | Título               | Personagem                            | Notas                                   |
| ---- | -------------------- | ------------------------------------- | --------------------------------------- |
| 1991 | Felicidade           | Fernanda                              |                                         |
| 1995 | História de Amor     | Duda                                  |                                         |
| 1997 | Por Amor             | Natália Saboya Trajano                |                                         |
| 2000 | Laços de Família     | Estela de Albuquerque (Estelinha)     |                                         |
| 2001 | Presença de Anita    | Luísa Reis                            |                                         |
| 2003 | Mulheres Apaixonadas | Vida Ribeiro Alves Nogueira (Vidinha) |                                         |
| 2004 | Um Só Coração        | Adelaide Guerrini de Almeida          |                                         |
| 2006 | JK                   | Heloísa Machado (Helô)                |                                         |
| 2007 | Duas Caras           | Fernanda Carreira (Nanda)             |                                         |
| 2009 | Caminho das Índias   | Léia Félix Motta Goulart (Leinha)     |                                         |
| 2011 | Divã                 | Magali                                |                                         |
| 2011 | A Vida da Gente      | Lorena                                |                                         |
| 2018 | Tempo de Amar        | Eva Dantas                            | Episódios: "9 de fevereiro–19 de março" |